# توقف میان راه (آلبوم)
توقف میان راه (انگلیسی: Layover؛ به صورت Layo(v)er نیز نوشته می‌شود) نخستین آلبوم استودیویی خواننده کره‌ای وی عضو گروه بی‌تی‌اس است. این آلبوم در ۸ سپتامبر ۲۰۲۳ توسط بیگ هیت میوزیک منتشر شد و شامل شش قطعه است.

## ترویج
در ۱۰ اوت ۲۰۲۳، موزیک ویدئوی رسمی برای ترانه «Love Me Again» منتشر شد. موزیک ویدئوی رسمی ترانه «روزهای بارانی» نیز در روز بعد منتشر شد.

## جدول‌ها
| جدول (۲۰۲۳)                       | بهترین موقعیت |
| --------------------------------- | ------------- |
| تک‌اهنگ‌های ترکیبی ژاپن (اوریکون)   | ۳۱            |
| آلبوم‌های داغ ژاپنی (بیلبورد ژاپن) | ۲۸            |